# Gustavo Magariños
Gustavo Magariños, né le 28 avril 1922 et décédé le 17 janvier 2014, est un ancien joueur uruguayen de basket-ball, devenu ambassadeur en Belgique, au Luxembourg et en Argentine.

## Palmarès
- Champion d'Amérique du Sud 1947
- Finaliste du championnat d'Amérique du Sud 1942, 1943, 1945